# Anicius Petronius Probus

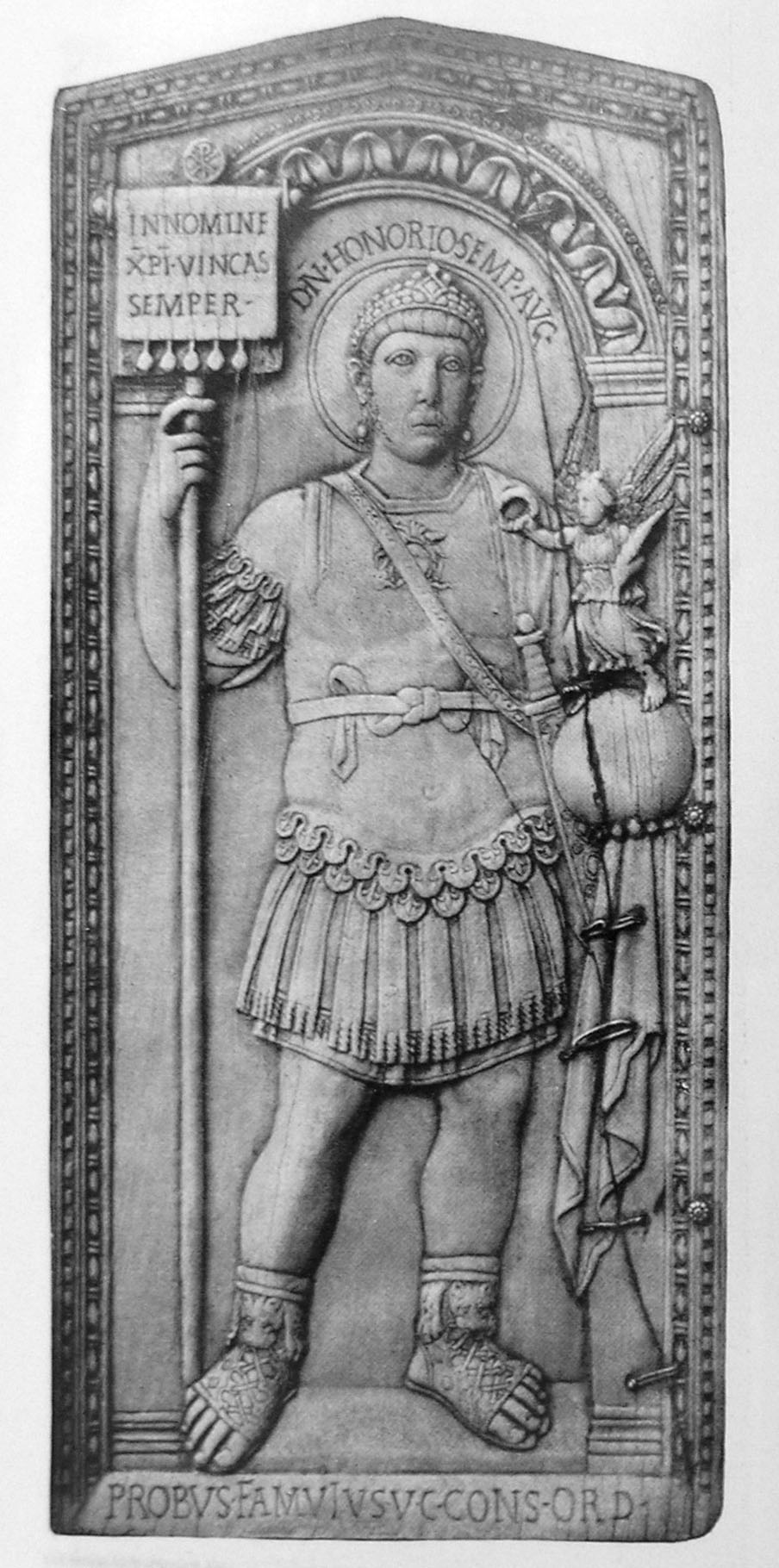
West-Romeins keizer Honorius, afgebeeld op de consulaire diptiek van Anicius Petronius Probus (Aosta, 406 zie hier)

Flavius Anicius Petronius Probus (floruit 395-406) was een West-Romeins politicus, die in 406 consul was.

## Biografie
Een lid van de gens Anicia, was hij de zoon van Sextus Claudius Petronius Probus (consul in 371) en van Anicia Faltonia Proba. Zijn oudere broers waren Anicius Hermogenianus Olybrius en Anicius Probinus (consul in 395), zijn zus was Anicia Proba.
In 395 werd hij door de keizer tot quaestor gekozen. In 406 was hij consul met als collega de Oost-Romeinse keizer Arcadius; Een van zijn consulaire tweeluiken is bewaard gebleven in het Museo del tesoro della cattedrale di Aosta en toont keizer Honorius.
Probus was een christen.

## Voetnoten
1. ↑  Zosimus, VI.3.1.